# Audi RS3
Audi RS3 Sportback (укр. Ауді РС3 Спортбек) — спортивний 5-дверний хетчбек C-класу німецької компанії Audi.

## Перше покоління

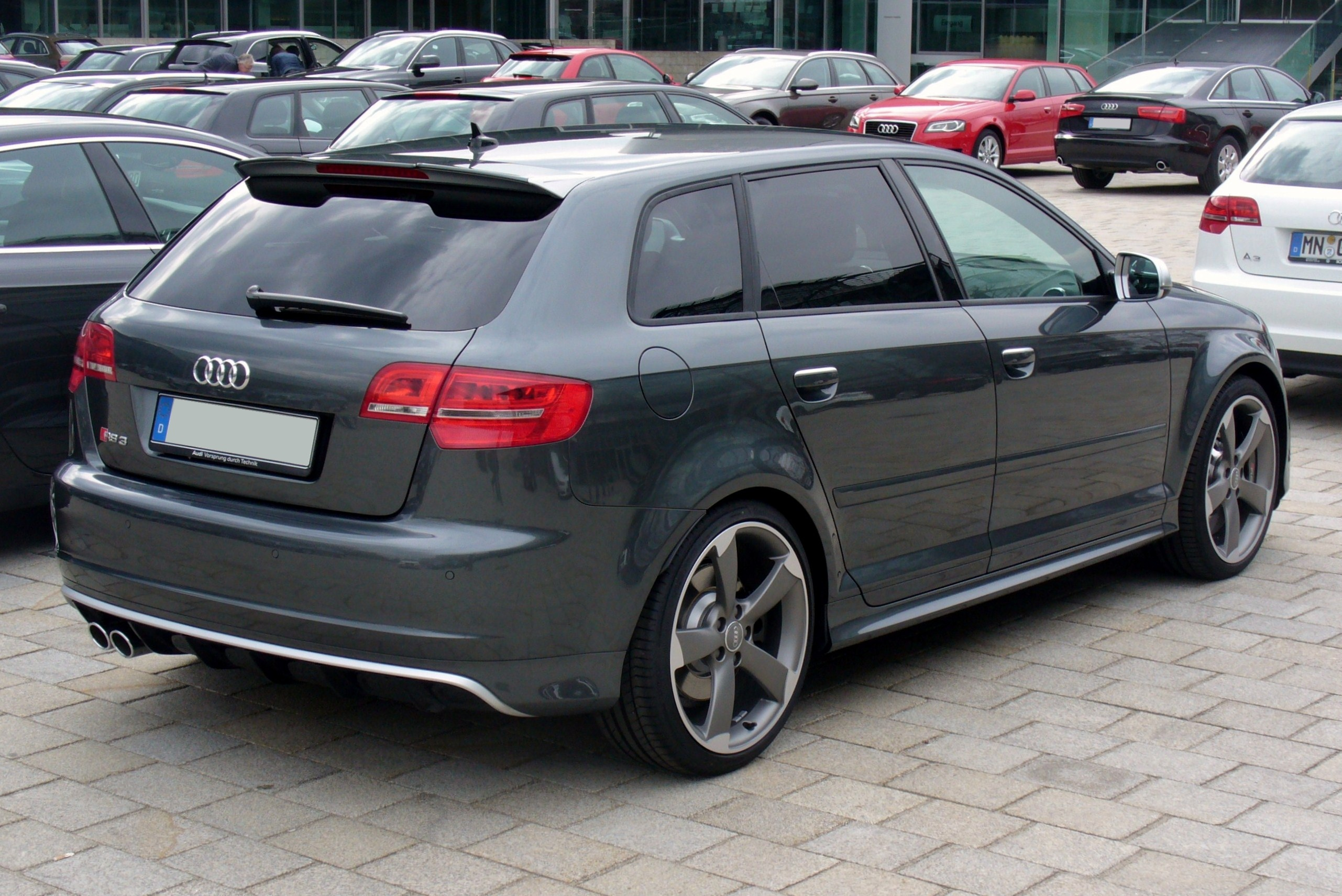
Audi RS3 Sportback

У листопаді 2010 року відбувся дебют Audi RS3 Sportback, який був запущений у виробництво в 2011 році. Збирається автомобіль в Угорщині, на заводі Audi в місті Дьор разом з купе Audi TT RS.
Audi RS3, побудований на платформі 5-дверного хетчбека Audi A3 Sportback. Двигун 5-ти циліндровий з турбонаддувом від Audi TT RS.
В порівнянні зі звичайною А3, кліренс зменшився на 25 мм, Розмір колісних дисків складає 19 дюймів. Передні шини розміром 235/35, задні — на 10 мм вужчі. Автомобіль оснащений вентильованими передніми і задніми гальмівними дисками діаметром 370 мм і 310 мм відповідно.
Салон виконаний у чорному кольорі і прикрашений логотипами RS 3. У стандартну комплектацію входять спортивні сидіння, оббиті шкірою Fine Nappa; в інтер'єрі використовується обробка «під рояльний лак». В інформаційну систему водія входять індикатори тиску наддуву, і температури масла, а також лічильник кіл траси. Об'єм багажного відділення 302 літри, збільшити його можна склавши задні сидіння і отримати при цьому 1050 літрів.
У стандартну комплектацію входить: оббите шкірою багатофункціональне кермо зі «зрізаною» нижньою частиною, двох-зонний клімат-контроль, аудіо-система chorus, ксенонові фари зі світлодіодними секціями денного освітлення. За бажанням клієнта Audi може додатково запропонувати чорні 19-дюймові легко-сплавні диски з червоною окантовкою, спортивні сидіння, вставки Aluminium Race, а також обробку чорним або матовим алюмінієм.

### Технічні характеристики
- Двигун

| Тип двигуна: | Тип палива: | Об'єм двигуна куб.см: | Положення циліндрів: | Кількість циліндрів: | Кількість клапанів: | Турбіна: | Потужність, к.с.: | Крутний момент, Нм: | Оберти мін. моменту, об./макс.: |
| ------------ | ----------- | --------------------- | -------------------- | -------------------- | ------------------- | -------- | ----------------- | ------------------- | ------------------------------- |
| ДВС          | Бензин      | 2480                  | Рядне                | 5                    | 20                  | Присутня | 340               | 450                 | 1600-5300                       |

- Експлуатаційні показники

| Максимальна швидкість, км/год.: | Час розгону (0-100 км/год), сек.: | ВП у місті л. на 100 км: | ВП на трасі л. на 100 км: | ВП у змішаному л. на 100 км: | Норма токсичності: |
| ------------------------------- | --------------------------------- | ------------------------ | ------------------------- | ---------------------------- | ------------------ |
| 250                             | 4.6                               | 13.1                     | 6.8                       | 9.1                          | Euro V             |

- Габарити

| Кількість місць: | Довжина, мм: | Ширина, мм: | Висота, мм: | Колісна база, мм: | Передня колія, мм: | Задня колія, мм: | Об'єм паливного бака, л: |
| ---------------- | ------------ | ----------- | ----------- | ----------------- | ------------------ | ---------------- | ------------------------ |
| 5                | 4302         | 1794        | 1402        | 2578              | 1564               | 1528             | 60                       |

- Трансмісія

| Коробка передач:      | Кількість передач: | Тип КПП:              | Привід: |
| --------------------- | ------------------ | --------------------- | ------- |
| Автоматична, S-Tronic | 7                  | Робот з 2-зчепленнями | Повний  |

## Друге покоління

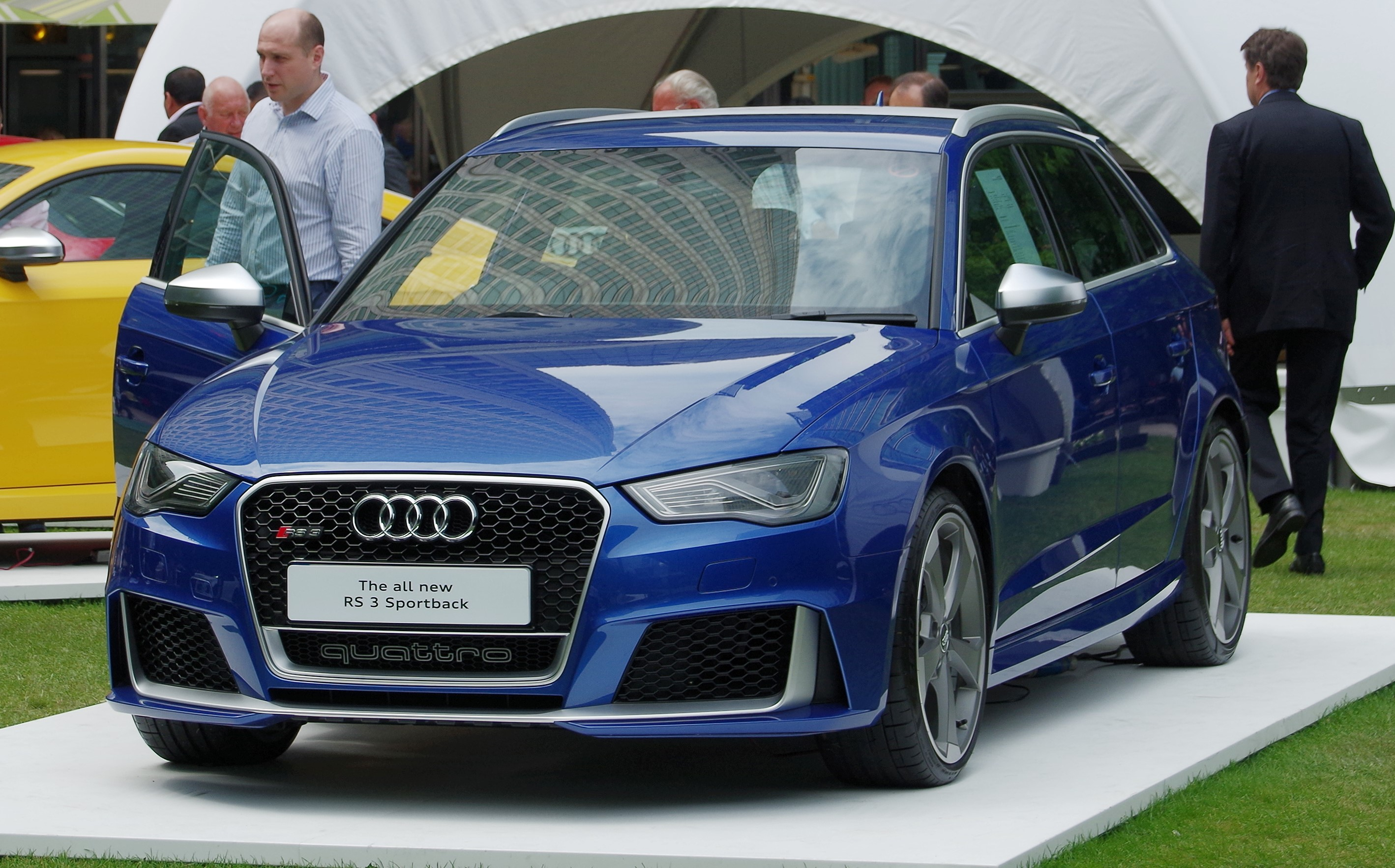
Audi RS3 Sportback (8V)

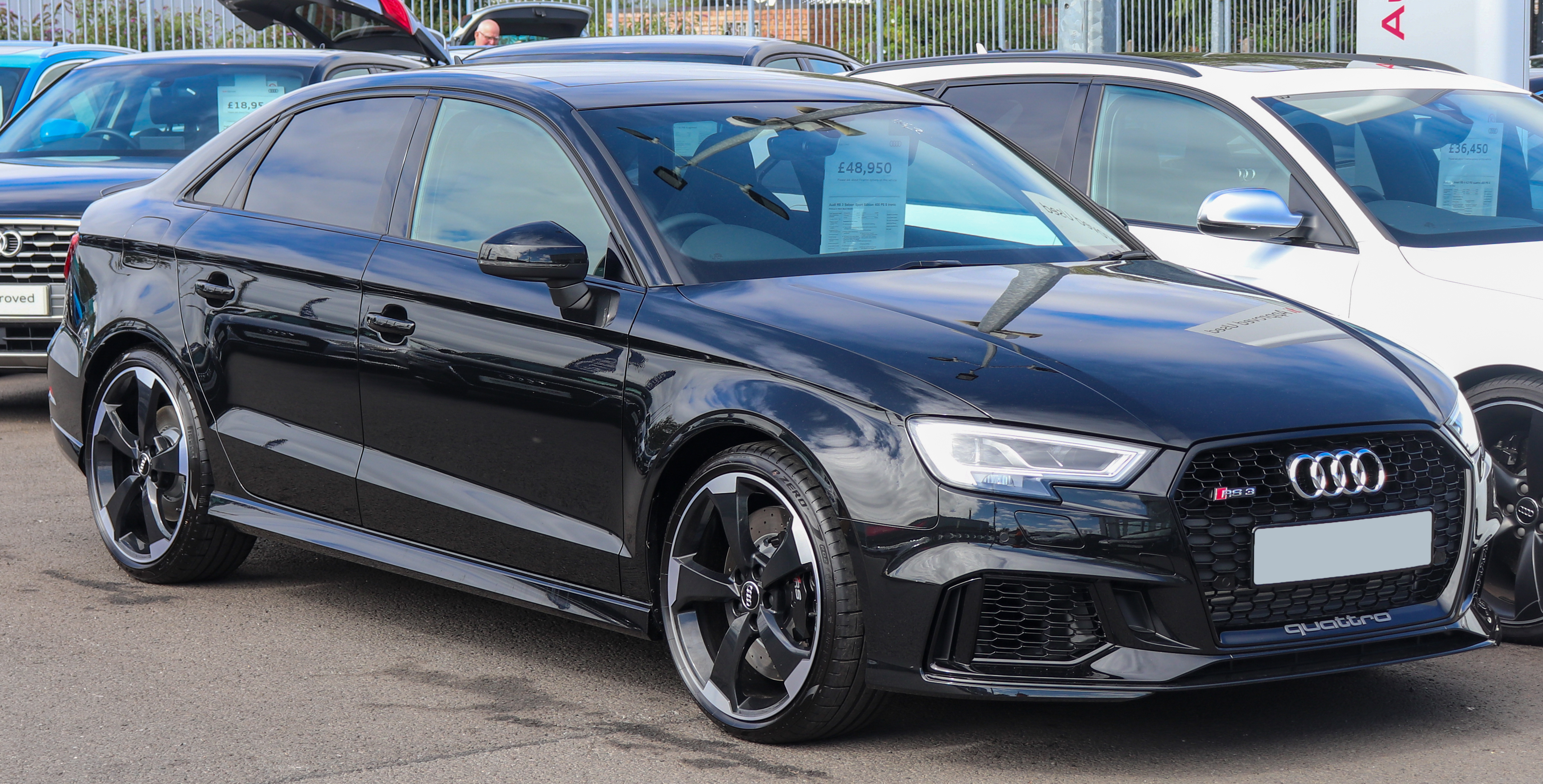
Audi RS3 Quattro (8V)

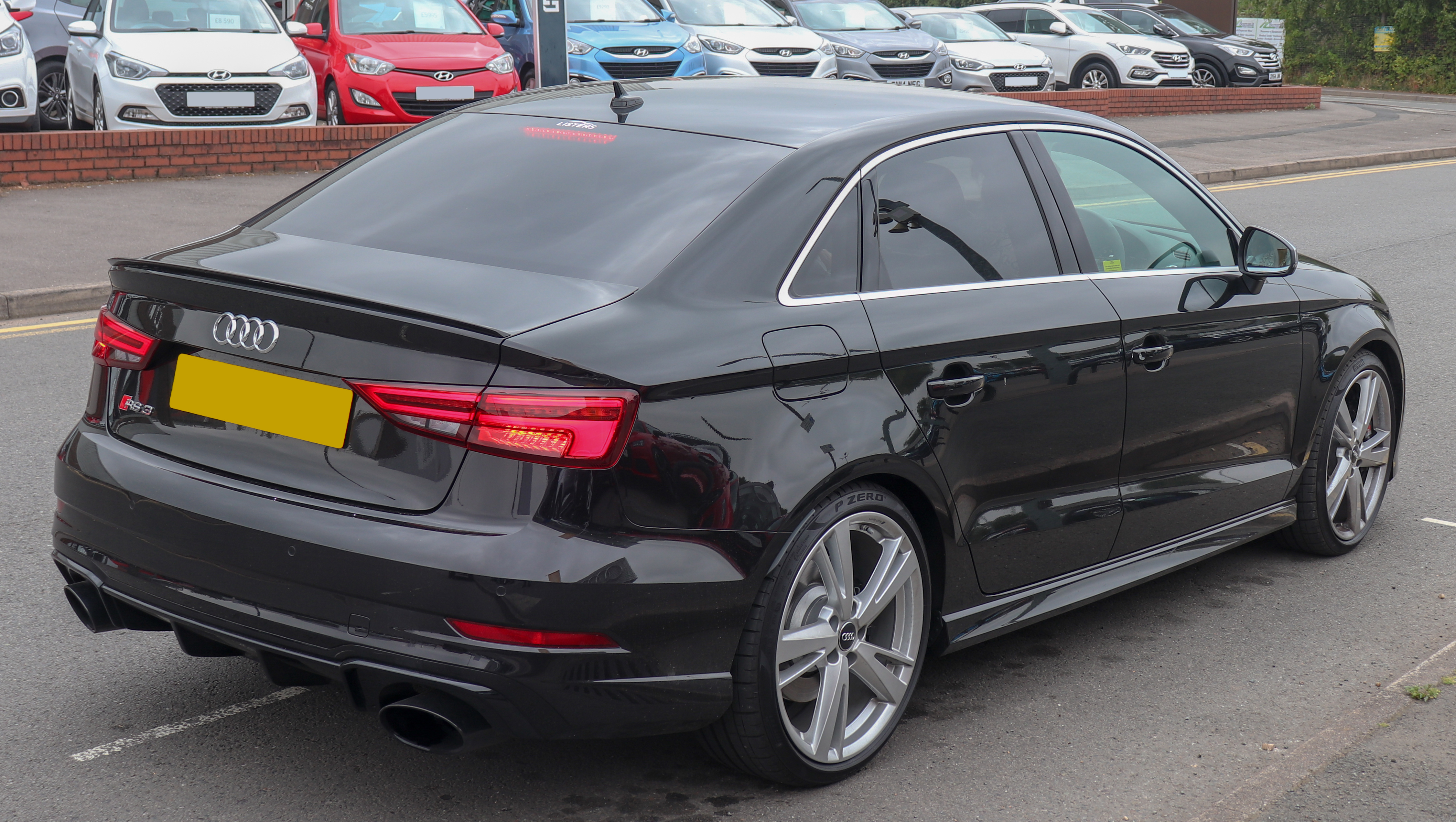
Audi RS3 Quattro S-A (8V)

У грудні 2014 року, компанія Audi показала RS3 Sportback другого покоління, а світова прем'єра відбудеться в березні 2015 року на Женевському автосалоні. В продаж автомобіль поступить весною 2015 року.
RS3 Sportback отримав інший передній і задній бампери, решітку радіатора, зменшений на 25 мм дорожній просвіт, подвійну вихлопну систему та 19-дюймові колісні диски. Базується авто на вдосконаленій платформі MQB, завдяки цьому авто важить на 55 кг менше за попередника і складає 1520 кілограмів.
Під капотом 2,5-літровий бензиновий двигун. Потужність складає 367 к.с. (на 27 більше за попередню модель), які доступні з 5500 до 6800 обертів за хвилину, та 465 Нм крутного моменту доступних в діапазоні від 1625 до 5550 об/хв. Двигун працює із 7-ступеневою КПП S-tronic з подвійним зчепленням та повним приводом Quattro. Система електронного управління повного приводу з багатодисковою муфтою на задній осі, може розподіляти від 50 до 100 % крутного моменту на задню вісь. Викиди СО2 — 189г/км.
Нова RS3 Sportback стала найшвидшим хетчбеком від німецького виробника. Від 0 до 100, авто розганяється за 4,3 секунди, а максимальна швидкість обмежена електронікою на позначці у 250 км/год, (опційно можна зняти електронний обмежувач, тим самим збільшивши швидкість до 280 км/год).
В стандартній конфігурації на авто встановлені колеса розмірністю 235/35-R19 спереду та ззаду. Також можна поставити колеса розміром 255/30-R19, але тільки спереду. В підвісці встановлені адаптивні амортизатори Magnetic Ride, а гальмівна система комплектується вуглецево-керамічними дисками.
Головним конкурентом для Audi RS3 Sportback є Mercedes-Benz A45 AMG.

## Третє покоління (8YA, з 2021)

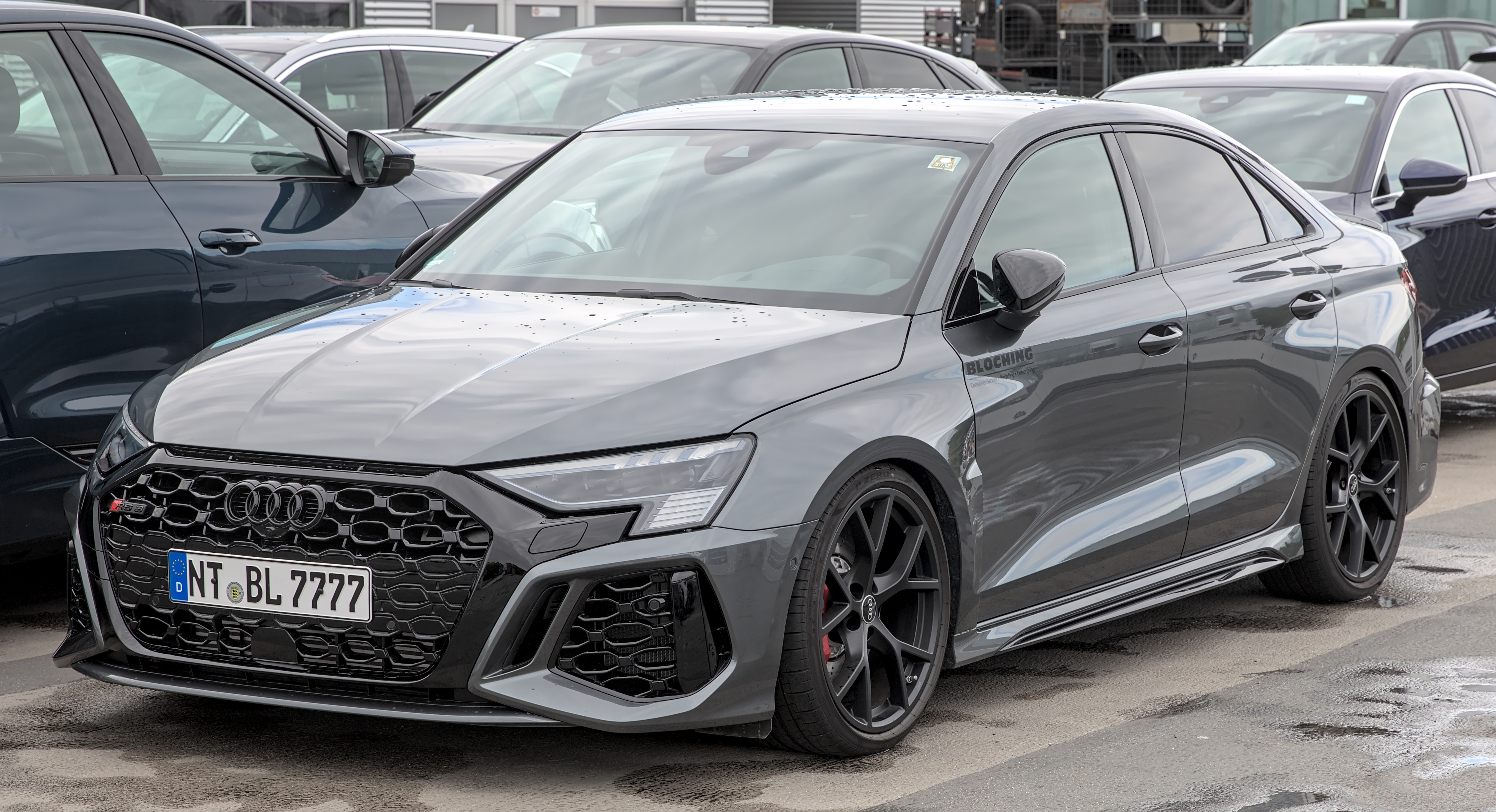
Audi RS3 Quattro (8YA)

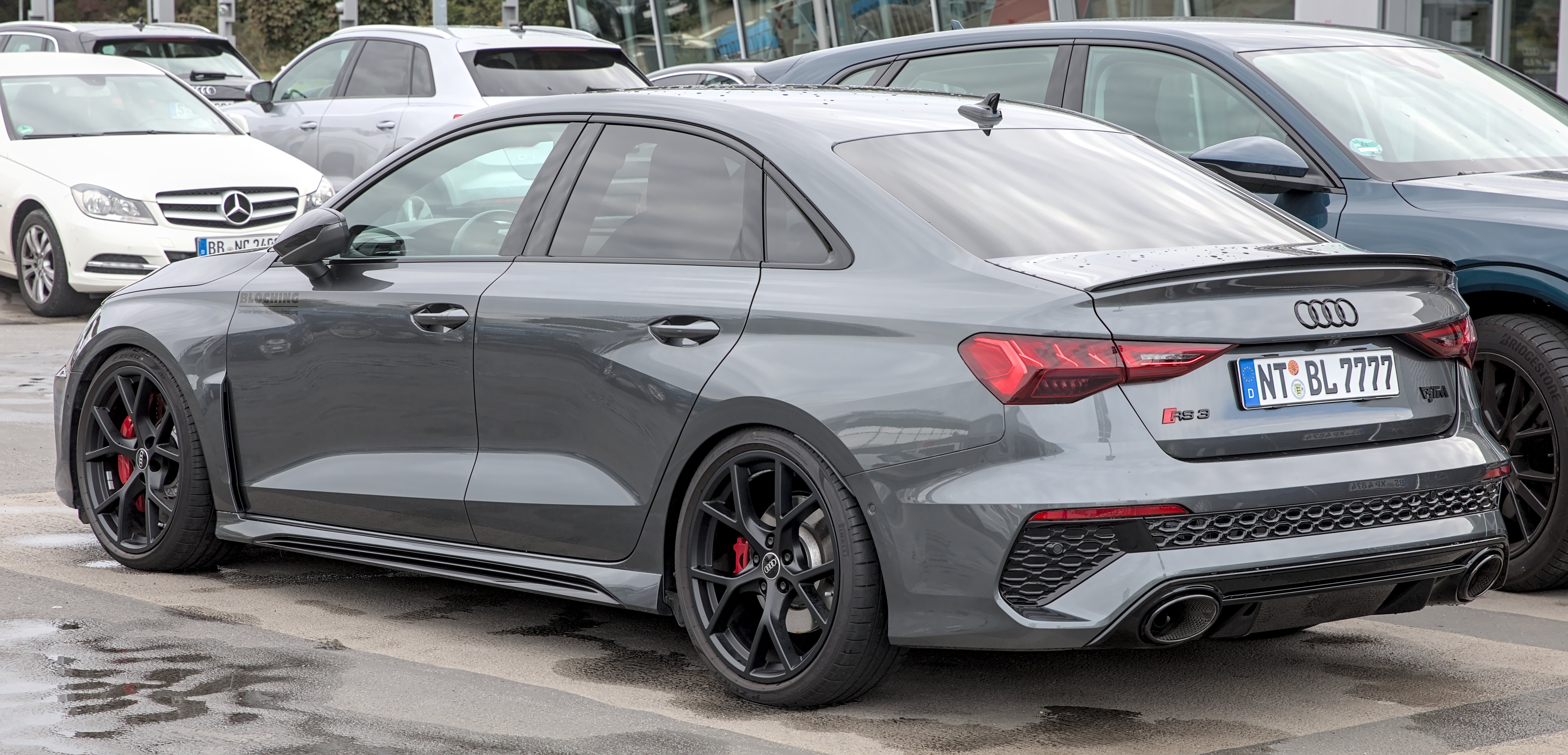
Audi RS3 Quattro (8YA)

19 липня 2021 року Audi представила нове покоління RS3. Він знову буде пропонуватися як Sportback і седан.
Серія все ще оснащена 2,5-літровим бензиновим двигуном потужністю 400 к.с. Розгін до 100 км/год має відбуватися за 3,8 секунди, максимальну швидкість можна збільшити до 290 км/год за додаткову плату.